# Шихаб, Алви Абдуррахман
Алви Абдуррахман Шихаб (индон. Alvi Abdurrahman Shihab) — индонезийский политический деятель, религиовед, специалист по социокультурным связям между христианами и мусульманами. в Индонезии. В настоящее время является специальным посланником президента Индонезии на Ближнем Востоке и при Организации Исламская конференция, ранее занимал министерские посты в индонезийском правительстве.

## Ранние годы жизни
Родился 19 августа 1946 года в деревне Раппанг, на Южном Сулавеси. Его отец, доктор Абдуррахман Шихаб, был деканом одного из факультетов университета в Макасаре. Старший брат Алви, профессор Курайш Шихаб, имеет степень доктора философии, а другой брат, Умар Шихаб, возглавляет Совет улемов Индонезии

## Научная карьера
После нескольких лет обучения в Индонезии отец Алви послал его и Курайша в Каир для завершения среднего образования. После окончания средней школы в Каире, Алви поступил в Университет Аль-Азхар, закончив его в 1968 году и получив степень бакалавра. После возвращения в Индонезию Алви продолжил своё образование в университете Уджунгпанданга, получив в 1986 году степень магистра. В 1990 году он успешно защитил докторскую диссертацию по проблемам суфизма и исламской философии в Университете Айн Шамс в Каире. В 1990 по 1992 год проходил обучение в Университете Темпл в США. В 1995 году получил в Университете Темпл вторую степень доктора философии, после чего был назначен заместителем заведующего кафедрой религии.
С 1995 по 1996 год Шихаб стажировался в Центре изучения мировых религий Гарвардского университета, позже был профессором Хартфордской семинарии в американском городе Хартфорд. В 1998 году был профессором в Центре изучения мировых религий Гарвардского университета.
В 1990-х годах Шихаб написал книгу «Исламское сотрудничество» (индон. Islam Inklusif, в которой писал о возможности установления тесных социокультурных связей между мусульманами и христианами. Им было написано множество научных работ, самые известные из них — монография «Восприятие американскими студентами ислама» (англ. American Students’ Perceptions of Islam) и «Исламская мистика и её влияние на индонезийское общество» (англ. Islamic Mysticism and Its Impact on Indonesian Society, первоначально опубликована на арабском языке).
С 2002 года по настоящее время Алви Абдуррахман Шихаб — член Опекунского совета Университета Индонезии.

## Политическая карьера
В 1999 году Шихаб был избран депутатом индонезийского парламента. В правительстве президента Абдуррахмана Вахида он занимал пост министра иностранных дел, в то же время он был председателем Партии национального пробуждения.
26 октября 2004 года Шихаб вышел из Партии национального пробуждения. В 2007 году он основал Партию пробуждения национального образования (индон. Partai Kebangkitan Nasional Ulama), председателем которой является до сих пор.

## Личная жизнь
Алви Шихаб — хадрамаутский араб, сеид (потомок пророка Мухаммеда). Женат на Ашраб Шихаб (индон. Ashraf Shihab), имеет троих детей — сыновей Мухаммада Ризви (индон. Muhammad Rizvi) и Сами (индон. Samy) и дочь Самиру (индон. Samira). Дети Алви Шихаба проживают в США.